# I. Pszammetik

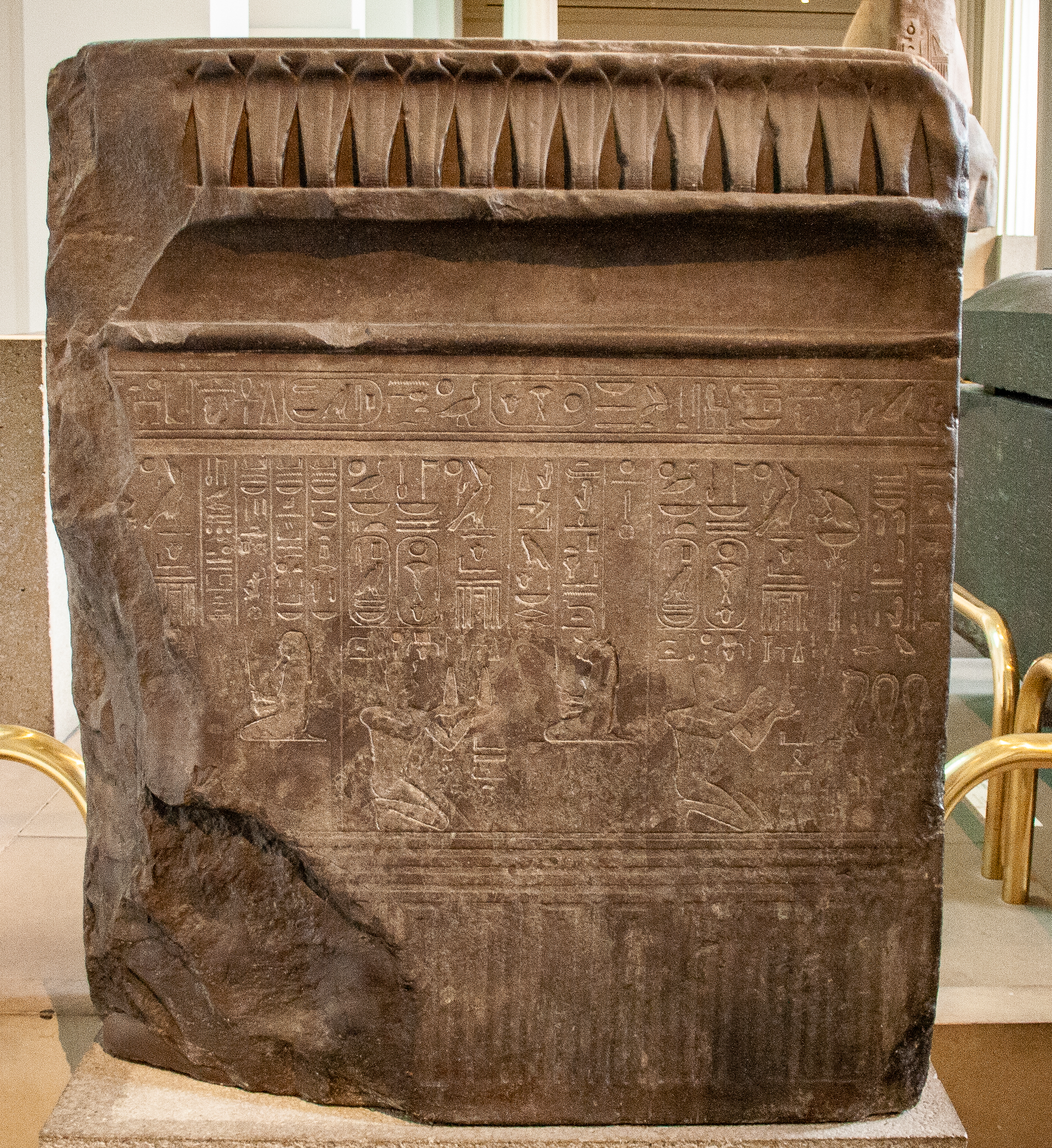
I. Pszammetikot ábrázoló feliratos falrészlet egy templomból (British Museum)

I. Pszammetik (uralkodói nevén Uahibré; görögösen Pszammétikhosz (ógörögül: Ψαμμήτιχος, latinul: Psammetic(h)us); Kr. e. 690 körül – Kr. e. 610 szeptembere [?]), ókori egyiptomi fáraó Kr. e. 664-től haláláig; ő szabadította fel az országot az asszírok fennhatósága alól Gügész lüd király támogatásával, ezzel a XXVI. dinasztia megalapítója lett. Ezt a kort a szaiszi vagy szaita reneszánsz néven szokás emlegetni, mert uralkodói a korábbi korok politikai és művészeti restaurációján fáradoztak. 2017-ben került elő arról bizonyíték, hogy ez a folyamat már I. Pszammetik idején megindult, amikor Kairóban megtalálták az archaikus stílusjegyeket viselő egyik gigantikus szobrát.

## Élete
Pszammetik I. Nékó fiaként született. Kr. e. 672-ben Assur-ah-iddína asszíriai király elűzte a Kr. e. 729 óta uralkodó núbiai dinasztiát, az országot pedig 20 részre osztva egyiptomi származású hűbéres fejedelmeknek (nomarkhész) adta át. Ezek leghatalmasabbika volt a líbiai származású Nékó, Memphisz és Szaisz helytartója. Őt fia követte Kr. e. 664-ben, akinek asszír neve is volt (Nabú-usézib-anni), Assur-bán-apli kívánságára és beleegyezésével. Nem kellett Nékó lázadását megismételni, Asszíria önként vonult ki Egyiptomból. Talán egy megbízható szövetségest kívántak a lázongó vazallus helyett.
Kr. e. 660 körül Gügész ioniai és káriai zsoldosainak segítségével a Momemphisz melletti csatában lerázta magáról az asszír igát. A birodalom északkeleti határának megerősítésére Pelusziumban állandó, jobbára ioniai és káriai zsoldosokból álló tábort létesített, akiket olyan nagy kedvezményekben részesített, hogy az egyiptomiak közül 200 000-en kivándoroltak. A birodalom fővárosa természetesen szülővárosa, Szaisz lett. Pszammetik helyreállította a régi vallást és szokásokat, fényes épületeket emelt, a görögökkel állandó kereskedelmi érintkezésbe lépett.
Pszammetik az ország kormányzásában nem lehetett az első ember, a széttagoltságot, a független kormányzók rendszerét nem lehetett azonnal felszámolni. Hahninszu (görögül Hérakleopolisz Magna) ura például majdnem a teljes Nílus-völgy hajóforgalmát ellenőrizte, s teljhatalommal igazgatta az ország középső részét, sőt a helyi isten főpapja is volt. Thébában helyén maradt a núbiaiak vazallus fejedelme, ráadásul ott volt még „Ámon felesége”. E főpapnői címet III. Oszorkon óta núbiai hercegnő viselte, mivel ő örökbe fogadta Kasta leányát, I. Amenirdiszt, hogy ilyen módon ruházhassa rá e tisztséget. Pszammetik visszafelé járt el, örökbe fogadtatta az aktuális núbiai hercegnővel – II. Sepenupettel – a saját leányát, Nitókriszt, aki így az „Ámon felesége” cím örököse is lett.
Kr. e. 610-ben halt meg, igen hosszú uralkodás után. Pszammetik még Assur-bán-aplitól kapta a trónját, halála idején már Ninive is elesett és csak II. Assur-uballit tartotta magát az egyetlen kezén maradt városban, Harránban. Pszammetik nem avatkozott be Asszíria érdekében, pedig Kr. e. 615-ben szövetséget kötött Szín-sar-iskunnal. Katonailag még gyenge volt az ország a méd–babiloni koalíció ellen, ráadásul már a következő évben a médek váratlanul gyorsan elfoglalták az asszír fővárost. Nem csatlakozott azonban az Asszíriát felosztó hatalmakhoz sem, mivel Egyiptom északi határain először a portyázó szkíták, aztán az önállósodó szíriai-palesztinai fejedelmek állták útját.

## Titulatúra
A fáraók titulatúrájának magyarázatát és történetét lásd az Ötelemű titulatúra szócikkben.
| G5 |

| G5 |

| aA · ib · Z1 |

| aA · ib · Z1 |

| aA · ib · Z1 |

| aA · ib · Z1 |

| G5 |

| G5 |

| aA · ib · Z1 |

| aA · ib · Z1 |

| aA · ib · Z1 |

| aA · ib · Z1 |

| G16 |

| G16 |

| V30 · D36 |

| V30 · D36 |

| G16 |

| G16 |

| V30 · D36 |

| V30 · D36 |

| G8 |

| G8 |

| N29 · N35 · D40 |

| N29 · N35 · D40 |

| G8 |

| G8 |

| N29 · N35 · D40 |

| N29 · N35 · D40 |

| M23 | L2 |

| M23 | L2 |

| ra | wAH | ib |

| ra | wAH | ib |

| ra | wAH | ib |

| ra | wAH | ib |

| ra | wAH | ib |

| ra | wAH | ib |

| ra | wAH | ib |

| ra | wAH | ib |

| M23 | L2 |

| M23 | L2 |

| ra | wAH | ib |

| ra | wAH | ib |

| ra | wAH | ib |

| ra | wAH | ib |

| ra | wAH | ib |

| ra | wAH | ib |

| ra | wAH | ib |

| ra | wAH | ib |

| G39 | N5 | \| \| |
|     |    |       |

|  |

| G39 | N5 | \| \| |
|     |    |       |

|  |

| p · z | m | T · k |

| p · z | m | T · k |

| p · z | m | T · k |

| p · z | m | T · k |

| p · z | m | T · k |

| p · z | m | T · k |

| p · z | m | T · k |

| p · z | m | T · k |

| G39 | N5 | \| \| |
|     |    |       |

|  |

| G39 | N5 | \| \| |
|     |    |       |

|  |

| p · z | m | T · k |

| p · z | m | T · k |

| p · z | m | T · k |

| p · z | m | T · k |

| p · z | m | T · k |

| p · z | m | T · k |

| p · z | m | T · k |

| p · z | m | T · k |